# 옌청시
옌청(염성, 중국어 간체자: 盐城市, 정체자: 塩城市, 병음: Yánchéng)는 중화인민공화국 장쑤성의 북부에서 중부에 걸쳐 황해를 따라 위치하는 지급시이다. 면적은 14,562km2로 장쑤성 제 1위이며, 인구는 810만명(집시구 인구 159만명)으로 장쑤성 제 2위이다.

## 역사
옌청은 한(漢) 왕조 때에 군이 설립된 이래 2,100년의 역사를 가지고 있다.
옌청이 소재한 지역은 주(周) 이전에는 회이(淮夷)라 불리는 종족들이 살고 있었으며, 주는 이곳을 청주(青州)에 속하게 하였다. 춘추 시대에는 오(吴)에 속하였다가 후에 월(越)에 속하게 되었다. 전국 시대에는 초(楚)의 땅이었다. 진(秦)이 중국을 최초로 통일한 뒤 이곳은 동해군(东海郡)에 속하게 되었다. 한 왕조 초기 사양후(射陽侯) 유전(劉缠)의 봉지(封地)가 되었다. 옌청은 해안선에 위치한 항구로, 바닷물을 끓여 소금을 제조하는 것을 주요 산업으로 하였기에 옌청(鹽城)이라는 이름을 얻게 되었다.
옌청에 군이 설치된 것은 한 무제(武帝) 원수(元狩) 4년(기원전 119년)으로, 이곳에 최초로 염독현(鹽渎縣)이라는 군현을 설치하였다. 옌청시의 역사에서 군현이 설치된 최초였으며, 훗날 손견(孙坚)도 염독현승(盐渎县丞) 관리에 임명되었다. 삼국 시대 위(魏)에 속하게 되었을 때 현제가 폐지되었다가 서진(西晋)이 다시 현을 부활시켰다. 동진(东晋) 의희(义熙) 7년(411년)에 처음으로 이름을 염성(盐城)으로 바꾸었다. 남북조 시대에는 염성군이라 불렸는데, 수(隋) 초기에 다시 현으로 삼고 강도군(江都郡)에 속하게 하였다. 수 왕조 말기에 위철(韦彻)이 이곳을 점거하고 왕을 칭하였으며 신안(新安)、안락(安乐) 두 현으로 나누었다. 당(唐) 초기에 다시 염성현을 설치하였고, 송에서는 초주(楚州)에 속하게 하였다.
원(元) 시대에는 회안로(淮安路)에 속하였다. 명(明) 왕조 시대에는 남쪽의 회안부(淮安府)에 직속되었다. 청(清) 초기에는 강남성(江南省) 회안부(淮安府)에 속하였고 강희(康熙) 6년(1667년) 강소(江苏)、안휘(安徽)로 성이 나뉜 뒤에 강소 성의 회안부에 속하게 되었다. 청 왕조가 멸망하고 중화민국이 수립된 뒤 옌청 현은 강소성 회양도(淮扬道)에 속하게 되었다.
옌청은 국민당 정부 시기 옌청 현은 강소성 제6행정도찰구(行政督察区)의 수현(首县)으로 아래에 우타이 현(东台县)，싱화 현(兴化县)，푸닝 현(阜宁县)을 관할하였다. 옌청은 국공내전기인 1930년대부터 1940년대까지 주목을 받았다. 중국 공산당이 이끄는 신사군(新四军)은 적들에게 습격을 당한 후에 강을 건너 북상하여, 옌청에서 재건되었다. 당시 신사군의 군부는 옌청에 있었고 인근의 옌칭과 푸닝 일대를 통솔하였으며, 우타이 현의 북부를 떼어 타이베이 현, 옌청 현의 동부와 북부를 떼어 엔퉁 현(盐东县)과 젠양 현(建阳县)을, 푸닝 현의 동부를 떼어 푸퉁 현(阜东县)을 세워 모두 4개 현을 다스렸다. 신사군은 중화인민공화국이 세워지는데 중요한 역할을 했으며, 신사군의 영웅들을 기리기 위한 많은 기념비를 옌청 주변에서 발견할 수 있다.
1946년 옌청 현은 예팅 현(叶挺县)으로 개칭하고, 성구(城區)에 예팅 시(叶挺市)를 설치하였으며, 1949년 예팅 시나 예팅 현의 이름을 폐지하고 옌청 현이라는 옛 이름을 회복하였다. 또 타이베이 현은 타이완의 타이베이 현과 이름이 중복된다 하여 타펑 현(大丰县)으로, 젠양 현은 푸젠 성에 중복되는 이름이 있다 하여 젠후 현(建湖县)으로, 옌퉁 현과 푸퉁 현은 서양현(射阳县)과 빈하이 현(滨海县)으로 이름을 바꿨다.
옌청 지구의 기타 현의 설치 연혁을 보면, 푸닝 현은 청 옹정 9년(1731년)은 회안부 산양현을 떼어 설치한 것, 우타이 현은 건륭 33년(1768년) 양주부(扬州府) 진주(泰州) 땅을 떼어 설치한 것으로 1966년에 새로 샹수이 현(响水县)을 설치하였다. 1983년 옌청 현을 폐지하고 옌칭 시를 세웠으며, 하부로 옌청 성구(城区) 및 교구(郊区) 두 구역과 샹수이、빈하이、푸닝、서양、젠후、타펑、우타이 7현을 설립하였다. 1987년에 우타이에, 1996년에 타펑에 현급시가 설치되었고, 1996년 교구를 철폐하고 옌더우 현(盐都县)을 건설하였다. 2004년 옌청의 성구를 팅후 구(亭湖区)로 개칭하였고, 옌더우 현을 폐지하고 옌더우 구를 두었으며 옛 엔더우 현이 관할하던 오우진(伍佑镇)，보봉진(步凤镇)，편창진(便仓镇)은 팅후 구에 귀속시켰다.
2015년 7월, 타펑 시가 옌청 시에 흡수되어 타펑 구로 편입되었다.

## 지리
옌청시는 장쑤성 동북의 해안부에 위치해, 황해에 접하는 빈하이 평원과 그 내륙부의 분지(窪地)에 해당되는 리샤허(里下河) 평원이 펼쳐지고 있다. 해안에는 넓은 모래 사장이나 간석지가 있어, 들새나 어패류의 중요한 생식지가 되고 있다. 북쪽은 연운항 시, 서쪽은 화이안 시와 양저우 시, 남쪽은 타이저우 시와 난퉁 시에 접한다.
옌청시의 총면적은 17,000km2로 성내 최대이지만, 그 중 하천이나 호수와 늪의 면적이 1,300km2 이상에 이른다. 또 간석지의 면적은 4,550km2로(장쑤성의 75%), 만조 선 보다 위의 조류 대에 속하는 부분은 1,677km2(장쑤성의 64.6%), 만조 선으로부터 간조 선의 사이의 조간대는 1,610km2(장쑤성의 60.8%)에 이른다. 둥타이(東台), 다펑(大豊), 서양(射陽), 빈하이(浜海), 샹수이(響水) 등 옌청시에 속하는 연해부의 현이나 시에서는 1,300km2이상의 간석지 개발을 권장하고 있으며, 쉐양허(射陽河)의 하구 보다 남쪽의 해안에서는 해마다 간척지나 매립지가 바다로 향해 늘어나고 있다.
석유나 천연가스와 같은 자원도 풍부하고, 석유나 천연가스의 매장량은 800억 km3에 예상되며, 매장량은 2,000억km3라고 추측되는 중국 동부연해 지구 최대의 가스유전이 기대된다. 또 근해의 황해에도 10만km2에 달하는 해저 가스유전이 발견되고 있다.
옌청시의 시역 내에 있는 다펑미루 국가급자연보호구(大豊麋鹿 国家級自然保護区)는 큰사슴(미루, 麋鹿)의 생식지로서서 자연보호구로 지정되어 광대한 면적에 사는 미루의 수는 세계에서도 최대급이다. 옌청시에는 옌청시 국가급 진금(珍禽) 자연보호구가 있어 중국에서도 최대의 해안대보호구로 1992년에는 유네스코의 인간과 생물권 계획에 근거한 생물권 보호구로 지정되었다. 1996년에는 「동북아시아 지역 중요 생식지 네트워크」에, 1999년에는 「동아시아·오스트레일리아 지역 도요새·벌새 류의 중요 생식지 네트워크」에 가맹해, 2002년 1월에는 국제습지조약 등록지가 되었다. 두루미, 검은머리 갈매기 등의 조류나 맹금류 등의 포유류의 중요한 생식지로, 특히 두루미는 매년 겨울, 1000마리 이상이 월동을 위해 찾아와 세계 최대의 월동지가 되고 있다.

## 기후
기후는 온대 기후에 속한다. 연평균 강수량 1004mm, 연평균 기온은 15.1°C이다.
| 옌청시의 기후                                                 | 옌청시의 기후 | 옌청시의 기후 | 옌청시의 기후 | 옌청시의 기후 | 옌청시의 기후 | 옌청시의 기후 | 옌청시의 기후 | 옌청시의 기후 | 옌청시의 기후 | 옌청시의 기후 | 옌청시의 기후 | 옌청시의 기후 | 옌청시의 기후   |
| 월                                                            | 1월           | 2월           | 3월           | 4월           | 5월           | 6월           | 7월           | 8월           | 9월           | 10월          | 11월          | 12월          | 연간            |
| ------------------------------------------------------------- | ------------- | ------------- | ------------- | ------------- | ------------- | ------------- | ------------- | ------------- | ------------- | ------------- | ------------- | ------------- | --------------- |
| 역대 최고 기온 °C (°F)                                        | 19.9 (67.8)   | 25.0 (77.0)   | 26.6 (79.9)   | 32.5 (90.5)   | 35.4 (95.7)   | 37.2 (99.0)   | 37.9 (100.2)  | 38.1 (100.6)  | 35.5 (95.9)   | 31.4 (88.5)   | 27.3 (81.1)   | 20.2 (68.4)   | 38.1 (100.6)    |
| 일평균 최고 기온 °C (°F)                                      | 6.4 (43.5)    | 8.8 (47.8)    | 13.5 (56.3)   | 19.8 (67.6)   | 25.2 (77.4)   | 28.5 (83.3)   | 31.1 (88.0)   | 30.7 (87.3)   | 27.1 (80.8)   | 22.2 (72.0)   | 15.7 (60.3)   | 8.9 (48.0)    | 19.8 (67.7)     |
| 일일 평균 기온 °C (°F)                                        | 2.0 (35.6)    | 4.0 (39.2)    | 8.3 (46.9)    | 14.2 (57.6)   | 19.8 (67.6)   | 23.7 (74.7)   | 27.3 (81.1)   | 26.9 (80.4)   | 22.8 (73.0)   | 17.2 (63.0)   | 10.8 (51.4)   | 4.3 (39.7)    | 15.1 (59.2)     |
| 일평균 최저 기온 °C (°F)                                      | −1.2 (29.8)   | 0.4 (32.7)    | 4.2 (39.6)    | 9.5 (49.1)    | 15.2 (59.4)   | 20.0 (68.0)   | 24.2 (75.6)   | 24.0 (75.2)   | 19.4 (66.9)   | 13.3 (55.9)   | 7.0 (44.6)    | 0.9 (33.6)    | 11.4 (52.5)     |
| 역대 최저 기온 °C (°F)                                        | −13.5 (7.7)   | −11.2 (11.8)  | −6.4 (20.5)   | −0.3 (31.5)   | 5.2 (41.4)    | 11.1 (52.0)   | 17.5 (63.5)   | 17.5 (63.5)   | 10.6 (51.1)   | 2.2 (36.0)    | −4.5 (23.9)   | −10.2 (13.6)  | −13.5 (7.7)     |
| 평균 강수량 mm (인치)                                         | 31.9 (1.26)   | 33.2 (1.31)   | 53.1 (2.09)   | 49.9 (1.96)   | 78.0 (3.07)   | 138.5 (5.45)  | 220.8 (8.69)  | 182.9 (7.20)  | 84.5 (3.33)   | 48.1 (1.89)   | 53.3 (2.10)   | 30.1 (1.19)   | 1,004.3 (39.54) |
| 평균 강수일수 (≥ 0.1 mm)                                      | 6.7           | 7.5           | 8.3           | 7.7           | 9.3           | 9.1           | 13.2          | 12.0          | 8.2           | 6.3           | 7.2           | 5.9           | 101.4           |
| 평균 강설일수                                                 | 2.8           | 2.4           | 0.9           | 0             | 0             | 0             | 0             | 0             | 0             | 0             | 0.3           | 0.8           | 7.2             |
| 평균 상대 습도 (%)                                            | 73            | 73            | 72            | 72            | 73            | 78            | 83            | 84            | 80            | 75            | 75            | 72            | 76              |
| 평균 월간 일조시간                                            | 141.0         | 144.2         | 175.0         | 200.7         | 207.3         | 162.5         | 175.9         | 194.2         | 177.7         | 181.0         | 151.0         | 150.0         | 2,060.5         |
| 가능 일조율                                                   | 44            | 46            | 47            | 51            | 48            | 38            | 40            | 47            | 48            | 52            | 49            | 49            | 47              |
| 출처: 중국기상국 (평년값: 1991년~2020년, 극값: 1981년~2010년) |               |               |               |               |               |               |               |               |               |               |               |               |                 |

## 경제
옌청의 재정적인 수입은 농업에 크게 의존하곤 했다. 최근에 옌청의 경제는 자동차 산업에 의해 활성화되고 있다. 2000년대에 향토기업인 위에다와 국영기업인 동풍자동차, 다국적 기업인 현대자동차그룹이 합작하여 둥펑위에다 기아를 세웠다. 오늘날까지 두 대의 승용차와 한 대의 MPV를 포함한 세 개의 모델이 발표되었고 연간 생산량은 제1공장만 20만 대에 달한다.
또한 위에다 사는 옌청의 서부 개발구에 새로운 생산 시설을 지었다. 이 시설은 2007년 후반에 완성되었고 연간 20만대 이상의 자동차를 생산되고 있으며,제2,제3공장의 준공으로 연간 생산량은 80만대에 이른다.
위에다 kia사는 중국 현대차 그룹의 베이징현대와 함께 양대 중요 자동차 생산 기지이다.

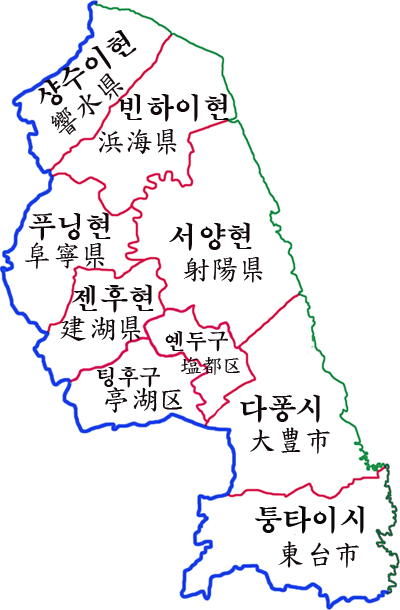
옌청시 현급구역

## 행정 구역
- 시할구
  - 팅후 구(亭湖区)
  - 옌두 구(塩都区)
  - 다펑 구(大豊区)
- 현급시
  - 둥타이 시(東台市)
- 현
  - 젠후 현(建湖県)
  - 서양 현(射陽県)
  - 푸닝 현(阜寧県)
  - 빈하이 현(浜海県)
  - 샹수이 현(響水県)

## 자매 도시
- 대한민국 남원시, 광주광역시
- 미국 샌디에이고
- 일본 가시마시
- 러시아 상트페테르부르크 페트로그라츠키구